# Hawthorn Football Club

Bandera de la AFL Hawthorn Football Club

Hawthorn Football Club, apodados como the Hawks, es un equipo de fútbol australiano profesional, que juega en la Australian Football League. Su sede se encuentra en Hawthorn, un suburbio de Melbourne en el estado de Victoria, y juega en Melbourne Cricket Ground.

## Historia
Las primeras referencias oficiales del equipo de Hawthorn datan de 1902, aunque la zona ya contó con equipos de fútbol australiano menores desde la década de 1880. El equipo surgió para competir en las ligas juveniles, pero tras fusionarse con otros equipos de los alrededores consiguió, en 1912, una plaza en la Victorian Football Association. 
Permaneció en el campeonato regional hasta 1924 cuando, apoyado por diversos sectores de la zona, presentó una solicitud para ocupar la décima plaza disponible en la Victorian Football League, la máxima competición nacional. Su debut se produjo en 1925, y fueron conocidos como Hawthorn Mayblooms. En 1943 fue cambiado por el distintivo actual de Hawthorn Hawks.
Si bien sus primeras temporadas fueron por lo general mediocres, a partir de la década de 1960 la situación varía y Hawthorn comienza a ganar títulos. En 1961 logró su primer campeonato ante Footscray Football Club, y en 1963 no pudieron vencer, quedando como aspirantes. Durante los años 70 los Hawks lograron tres campeonatos más: 1971, 1976 y 1978.
Su mejor época deportiva se produjo durante la década de 1980, cuando el equipo logró cuatro campeonatos, dos de ellos seguidos (1983, 1986, 1988, 1989), y revalidó el título en 1991. Su estilo de juego, basado en rápidos ataques, fue copiado posteriormente por otros clubes como West Coast Eagles. Pero en los años 90 la mayor parte de sus estrellas se retiraron o marcharon a otros equipos, y la franquicia comenzó a padecer problemas económicos. La situación llegó a sugerir una fusión en 1996 con Melbourne Football Club que finalmente no se produjo. La institución supo sobreponerse, y volvió a luchar por clasificarse a las fases finales por el título.
En 2013 ganó de nuevo la liga al vencer a Fremantle Football Club en la final por el campeonato. La revalidó al año siguiente contra Sydney Swans.

## Estadio
Hawthorn disputa sus partidos en el Melbourne Cricket Ground, un campo situado en Melbourne con capacidad para 100.000 personas.
Desde 1991 el equipo juega también ciertos partidos en Tasmania, debido a un acuerdo con el gobierno de este estado y la gran afición por este deporte en la isla. Su campo es York Park, para 20.000 espectadores y situado en Launceston.

## Palmarés
- Australian Football League: 13 (1961, 1971, 1976, 1978, 1983, 1986, 1988, 1989, 1991, 2008, 2013, 2014, 2015)